# Prętosłup

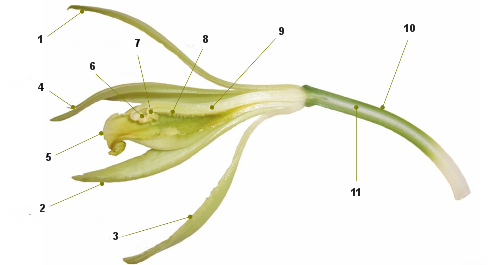
Prętosłup (nr 9) w kwiecie Vanilla longitudina (storczykowate)

Prętosłup, kolumienka, szyjkonitka (ang. gynandrium, łac. gynostemium) – u niektórych roślin nasiennych twór powstały w wyniku zrośnięcia w kwiecie męskich organów rozmnażania płciowego – pręcików ze słupkiem. Aparat ten jest charakterystyczny dla kwiatów z rodziny storczykowatych (Orchidaceae), poza tym także obecny w rodzinach kokornakowatych (Aristolochiaceae), toinowatych (Apocynaceae) i Stylidiaceae.

## U storczykowatych
Zalążnia dolna znajduje się poniżej okółków okwiatu, dlatego prętosłup powstaje w wyniku zrośnięcia pręcika (jednego lub dwóch) z szyjką słupka i znamieniem. Prętosłup wygięty jest zwykle w kierunku warżki i często zaopatrzony jest w różnorodne wyrostki. U niektórych storczyków u jego podstawy występuje różnokształtny wyrostek zwany stopą, z którego wyrastają listki okwiatu. Na szczycie prętosłupa znajduje się znamię i pylnik lub pylniki. Kwiaty storczykowatych diandrycznych (zawierających dwa pręciki) mają znamię trójłatkowe. Pozostałe mają dwie łatki płodne i jedną zmienioną w rostellum oddzielające płodną część znamienia od pyłkowin. Powierzchnia znamion jest zwykle płaska, bywa jednak także chropowata lub gładka. Pylniki u storczykowatych diandrycznych (podrodzina obuwikowych Cypripedioideae) wyrastają po bokach krótkiego i zgiętego prętosłupa, a między nimi znajduje się tarczka zwana staminodium. U storczykowatych monoandrycznych prętosłup bywa różnie zbudowany – może być krótki lub długi, ale pylnik umieszczony jest zawsze u jego szczytu. Wystaje ponad prętosłup lub częściej schowany jest w komorze pyłkowinowej zwanej clinandrium. Tylna ścianka tej komory powstaje z nitki pręcika, a boki z prątniczków. Clinandrium brak u podrodzin obuwikowych Cypripedioideae i storczykowych Orchidoideae.

## U kokornakowatych
Prętosłup powstaje u części przedstawicieli, zwykle w wyniku zrośnięcia 6 lub 12 pręcików z szyjką słupka. U kokornaku kwiaty są przedsłupne, więc najpierw następuje zapylenie obcym pyłkiem, po czym dojrzewają i otwierają się pylniki. Podczas tego procesu owady dokonujące zapylenia tkwią uwięzione w kwiecie pułapkowym. 

## U toinowatych
W podrodzinie toinowych Apocynoideae i trojeściowych Asclepiadoideae pręciki przylegają, zrastając się często z pięciokątnym, główkowatym znamieniem.

## UStylidiaceae

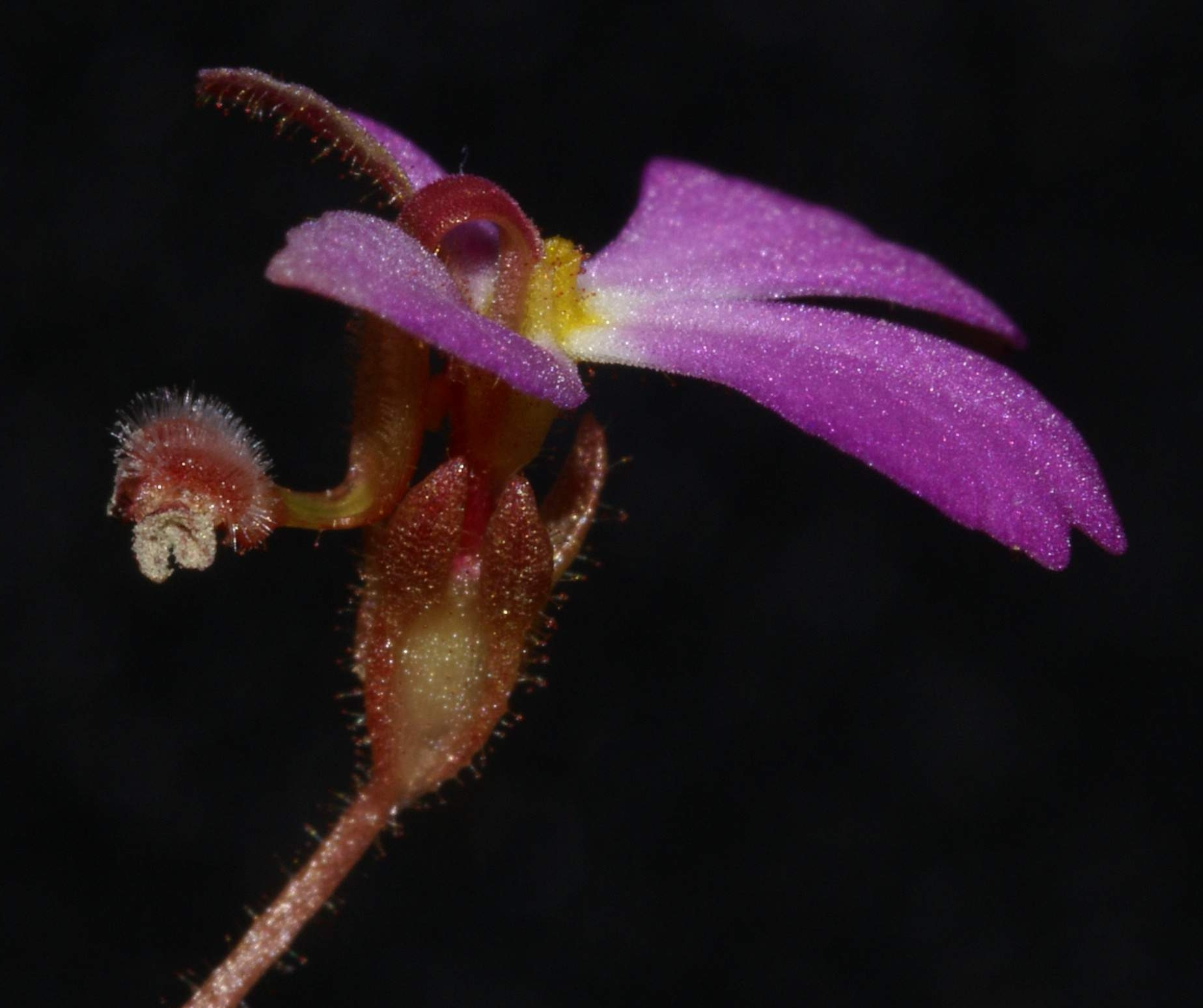
Wyrastający z kwiatu Stylidium turbinatum wygięty prętosłup

Prętosłup powstaje w wyniku zrośnięcia dwóch pręcików i szyjki słupka (zalążnia jest dolna). Woreczki pyłkowe otwierają się podłużnymi szparami na zewnątrz i zazwyczaj dojrzewają przed znamieniem. U podstawy prętosłupa znajdują się miodniki. W przypadku rodzaju Stylidium prętosłup jest wrażliwy na dotyk – tknięty obraca się gwałtownie i w ten sposób przekazuje lub odbiera pyłek od owada odwiedzającego kwiat.